# Техно
Техно музиката е поджанр на и ди ем, възникнал в Детройт, САЩ през втората половина на 80-те години на 20 век. Първото публично използване на думата „техно“, за да се определи музикален жанр, датира от 1988 г. В днешно време съществуват много стилове в техното, но детройтското техно се смята за основата, върху която са градени много от другите поджанрове. Техното често се използва погрешно като понятие, обхващащо всякаква електронна или денс музика. Други родствени жанрове са тек хаус и транс.

## История
Техното се появява в американския град Детройт. Този град е известен като „Моторният град“ (motortwn), поради огромните си заводи за производство на автомобили и машини, в които непрекъснато се внедряват нови технологии. Оттук и другото име на града „Techno city“ (Технологичнният град). Оттук идва вдъхновението на някои авангардни музиканти, които просто отразяват цялото това машинно внушение на града в своята музика. По това време в друг американски град, наречен Чикаго, се развива музика повлияна от диското, наречена Хаус. Фактически техното се създава, когато някои по-любознателни ди-джеи от Детройт (Хуан Аткинс, Кевин Сандерсън, Дерик Мей) решават да експериментират повече с новата хаус музика. Те я развиват чрез експерименти, станали възможни благодарение на нововъведения в студийната техника като семплера. В парчетата вече участват както и нечувани дотогава семплирани звуци, така и чисто индустриални семпли. Също така музикантите от Детройт смесват и взимат части от други стилове като европейската синтезаторна поп музика (Kraftwerk, Tangerine Dream, New Order, Can) и американски фънк. Голяма е ролята за образуването на техното на групата от Детройт „Cybertron“, които са правили електронна музика, повлияна от фънка, наречена „Electro-Funk“ или „Electro“. Един от членовете на тази група Хуан Аткинс (Juan Atkins), често е отбелязван, че е изобретател на термина и баща на самата техно музика. Все пак е известно, че Аткинс е бил в постоянен контакт с другите музиканти от Детройт, които са развивали електронна денс музика. През 1984 Аткинс създава сингъла „Techno City“, независимо продуцирана електронна композиция, която става голям хит в Европа, особено в Лондон и Берлин. Малко по-късно европейците почват да правят собствена „Техно“ музика, базирана на звука от Детройт. Впоследствие в Европа техното претърпява страховити и зловещи промени, особено в Холандия и Германия.
Една централна идея в тази музика е хармонията между човек и машина (Kraftwerk – man/machine) и естествено е новопоявилият се експериментален хаус стил да бъде наречен именно 'техно'. Основоположникът на техното в Детройт Juan Atkins казвал:„...техно е технологично“. Музика, която звучи футуристично: нещо, което не е било правено преди. Музика, която звучи като машини, а не машини, които звучат като музика."

## Определение
Терминът „техно“ в днешно време е използван за много видове електронна музика. Представлява абстрактна вариация на хаус. Но техното за разлика от хауса е по-твърда денс музика, която използва по-твърд синтезатор, по-твърди семпли и е силно повлияна от индустриалната музика. Докато хаус бийта е спокоен, мек и плавен, техно барабанът удря яростно, силно, мощно и механично между 115 – 160 bpm. Звуците варират от репетивни ритми, минимални мелодии, апокалиптични сирени, електро-епични синтезаторни рифове, агресивни индустриални ефекти и шум, до спокойни мелодични моменти, чисто експериментални звуци и фънки ритъм. Често се казва: техно – това е „хевиметълът на денс музиката“. Техното не е нова музика, в сравнение с някои музикални стилове на 90-те години като 'Lo-Fi' и ' Grunge', но е музика, която се е разклонила и еволюирала значително от нейното начало в средата на 80-те години. Техното се явява винаги свежо и интересно заради честото използване на най-новите и най-мощни технологии за запис и звукообработване. То се нагажда съвършено към всичко, асимилира постоянно нови звуци, мелодии, нови територии.